# 高速国道
高速国道（こうそくこくどう、朝鮮語: 고속국도）は、大韓民国（韓国）の高速道路の正式な名称である。一般国道とは別に指定される路線で、全路線が自動車専用道路であり、関連法令による通行制限が適用される。
2024年現在、路線網の総延長は5,016キロメートルで、路線数は47である。

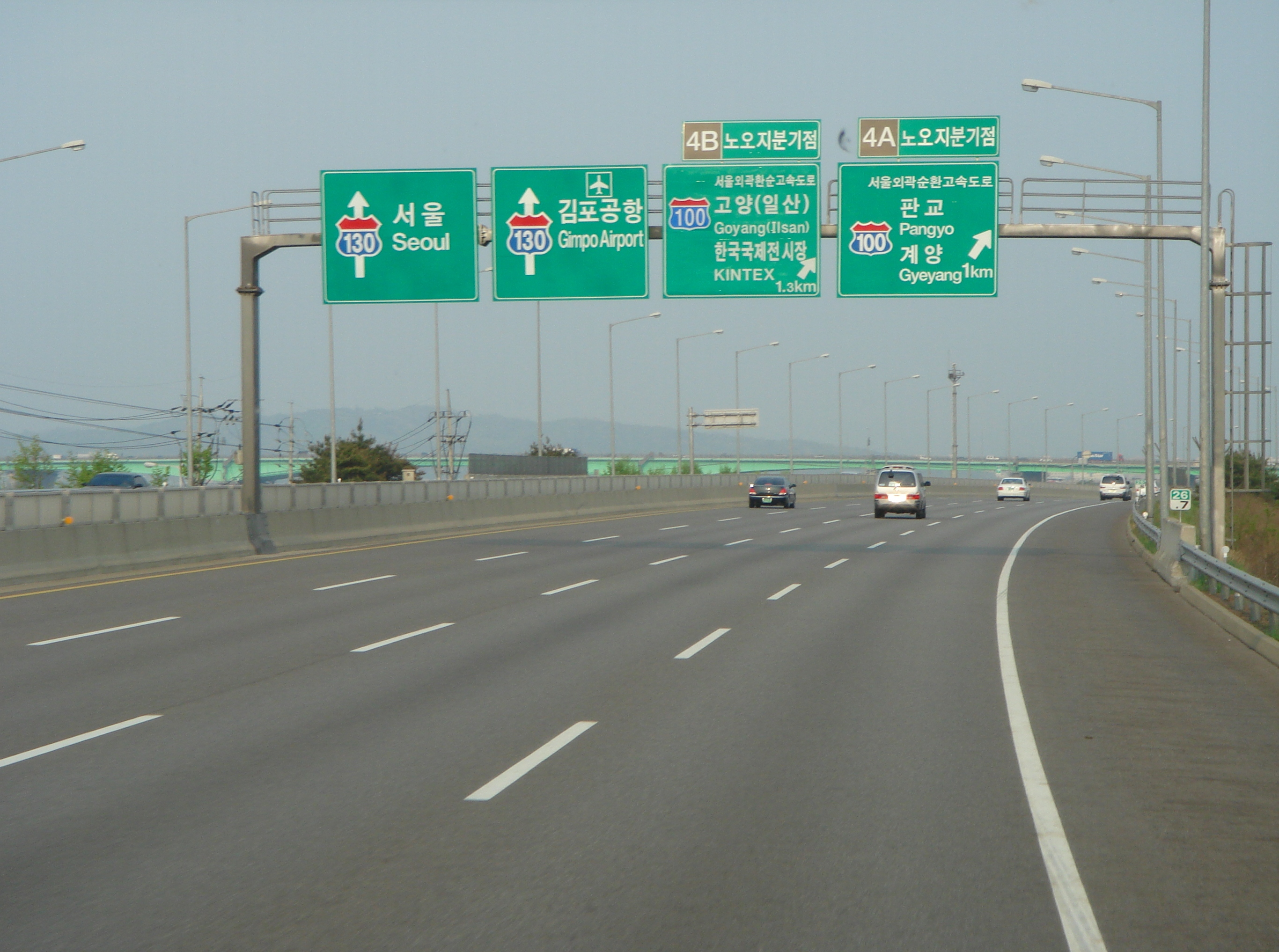
老梧地JCT（仁川国際空港高速道路）（高陽方向）付近の案内標識。左からソウル、金浦空港、4B老梧地JCT　ソウル外郭循環高速道路 高陽（一山） 韓国国際展示場（KINTEX）、4A老梧地JCT 板橋 桂陽

## 歴史
韓国初の高速道路は1967年9月2日に指定された京仁高速道路である。ただし、当時は高速国道に相当する路線を別に指定するための法的根拠がなかったため、道路法に基づく国道（2級国道第95号ソウル・仁川線）として指定された。1968年12月21日、ソウルの永登浦起点から佳佐ICまでの区間が開通し、最初の高速道路の開通となった。
1970年に高速国道法が成立し、翌1971年8月31日の大統領令で初めて高速国道が指定されて以降は、一般国道とは別の路線として扱われている。
現在の高速国道の路線指定とナンバリングは、2001年8月25日一新したシステムを元にしている。

### 年表
高速国道路線指定令以来の路線の指定は、各路線の項目を参照。
- 1967年9月2日 2級国道第95号線ソウル・仁川線の指定
- 1968年1月20日 2級国道第97号線ソウル・水原線の指定[4]
- 1969年4月8日 1級国道第1-1号線ソウル・釜山線の指定、2級国道第97号線の削除[5]
- 1970年4月21日 1級国道第1-3号線ソウル・全州線の指定[6]
- 1971年8月31日 1級国道・2級国道を一般国道として新たに統合・調整することにより、高速道路の国道指定を削除[7]するとともに、新たな大統領令により、高速道路路線が正式に高速国道として指定される。
  - 1級国道第1-1号線（ソウル・釜山線）→第1号線京釜高速道路
  - 2級国道第95号線（ソウル・仁川線）→第2号線京仁高速道路
  - 1級国道第1-3号線（ソウル・全州線）→第3号線湖南高速道路
  - （新規指定）→第4号線嶺東高速道路
- 1972年6月1日 通行制限の規則改正により緊急自動車以外の三輪自動車と250cc以上の二輪自動車が高速道路での通行が禁止[8]
- 2001年8月24日 高速国道路線指定令改正により、起終点の指定とナンバリングのスキームを一新、一部の路線変更
- 2014年7月15日 道路法の改正[9]により、大統領令としての発令の必要がなくす。これまでに高速国道の指定根拠となった高速国道路線指定令を廃止[10]
- 2015年3月27日 国土交通部の告示により高速国道を指定[11]

## 事業者・管理
基本的に、国が所有する路線の管理は1969年2月15日に設立された公企業の韓国道路公社が行う。しかし、1994年、民間投資による事業の法律が制定されることにより、民間資本による事業施行・建設ができるようになった。民間により事業が行われた路線は、利用契約により30～50年間の営業が認められる。
| 路線・区間              | 路線・区間                | 会社名                       | 運営期間       |
| ----------------------- | ------------------------- | ---------------------------- | -------------- |
| 第130号仁川空港線       | 全区間                    | 新空港ハイウェイ株式会社     | 2000年～2030年 |
| 第25号湖南線            | 論山JCT～天安JCT          | 天安論山高速道路株式会社     | 2002年～2032年 |
| 第55号中央線            | 大東JCT～東大邱JCT        | 新大邱釜山高速道路株式会社   | 2006年～2036年 |
| 第100号首都圏第一循環線 | 退渓院IC～一山IC          | ソウル高速道路株式会社       | 2006年～2056年 |
| 第65号東海線            | 起点～蔚山JCT             | 釜山蔚山高速道路株式会社     | 2008年～2038年 |
| 第171号龍仁ソウル線     | 全区間                    | 京水高速道路株式会社         | 2009年～2039年 |
| 第60号ソウル襄陽線      | 起点～春川JCT             | ソウル春川高速道路株式会社   | 2009年～2054年 |
| 第110号第二京仁線       | 仁川大橋                  | 仁川大橋株式会社             | 2009年～2039年 |
| 第17号平沢坡州線        | 梧城IC～峰潭IC            | 京畿高速道路株式会社         | 2009年～2039年 |
| 第171号烏山華城線       | 全区間                    | 京畿高速道路株式会社         | 2009年～2039年 |
| 第400号首都圏第二循環線 | 東灘JCT～華城JCT          | 京畿高速道路株式会社         | 2009年～2039年 |
| 第153号平沢始興線       | 全区間                    | 第二西海岸高速道路株式会社   | 2013年～2043年 |
| 第17号平沢坡州線        | 峰潭IC～南光明JCT～所下IC | 首都圏西部高速道路株式会社   | 2016年～2046年 |
| 第52号広州原州線        | 全区間                    | 第二嶺東高速道路株式会社     | 2016年～2046年 |
| 第105号南海第三支線     | 全区間                    | 釜山新港第二背後道路株式会社 | 2017年～2047年 |
| 第400号首都圏第二循環線 | 南港交差点～西金浦通津IC  | 仁川金浦高速道路株式会社     | 2017年～2047年 |
| 第301号永川尚州線       | 全区間                    | 尚州永川高速道路株式会社     | 2017年～2047年 |
| 第29号世宗抱川線        | 南九里IC～新北IC          | ソウル北部高速道路株式会社   | 2017年～2047年 |
| 第400号首都圏第二循環線 | 蘇屹JCT～楊州IC           | ソウル北部高速道路株式会社   | 2017年～2047年 |
| 第110号第二京仁線       | 三幕IC～終点              | 第二京仁連結高速道路株式会社 | 2017年～2047年 |
| 第32号唐津清州線        | 玉山JCT～梧倉JCT          | 玉山梧倉高速道路株式会社     | 2018年～2048年 |
| 第17号平沢坡州線        | 北路JCT・南高陽IC～内浦IC | ソウル文山高速道路株式会社   | 2020年～2050年 |
| 第400号首都圏第二循環線 | 東灘JCT～昆池岩JCT        | 華城広州高速道路株式会社     | 2022年～2052年 |
| 第400号首都圏第二循環線 | 和道JCT～蘇屹JCT          | 抱川和道高速道路株式会社     | 2024年～2064年 |

## 路線

### 記号・ナンバリング
| 1 25 551       |
| 高速国道の記号 |

| 高速国道1号線 · 高速国道10号線 · 高速国道101号線 |
| 高速国道の旧記号 (1983年 - 1997年)               |

高速国道を表す記号（道路標）は、アメリカ国道・州間高速道路の影響を受けたものであり、ナンバリングに関しても2001年の改正で州間高速道路に影響されたグリッドベースのスキームになっている。
現在の路線の指定とナンバリングは以下の基準をもとにしている。
- 南北方向の高速道路は南側を起点にして北側を終点にする。東西方向の高速道路は西側を起点にして東側を終点にする。
- 本線は2桁の番号を割り当て、南北の路線は奇数、東西の路線は偶数とする。幹線は一の位を0または5とする。
- 支線は本線の番号の後に1桁の数字（但し、9または0は使わない）をつけた、3桁の番号を割り当てる。
- 環状線には3桁の番号を割り当て、百の位は、以下として指定[18]し、00を付ける。
  - ソウル：1、大田：3、京畿：4、光州：5、釜山：6、大邱：7
  - 但し、環状線の支線は、百の位を本線となる環状線と一致し、十の位は指定順に、一の位は0または1[19]とする。
- ただし、最初に建設された路線であり、最も重要な路線である京釜高速道路は、例外的に1号線を維持。

#### 2001年以前
- 旧番号は1999年8月31日改正時点の路線番号

| 旧番号 | 改正後の番号 | 名称                                           |
| ------ | ------------ | ---------------------------------------------- |
| 1      | 1            | 京釜高速道路                                   |
| 2      | 120          | 京仁高速道路                                   |
| 3      | 25/251       | 湖南高速道路→湖南高速道路、湖南高速道路支線    |
| 3-2    | 14           | 光州外郭高速道路→高敞-潭陽高速道路に名称を変更 |
| 4      | 50           | 嶺東高速道路                                   |
| 5      | 65           | 東海高速道路                                   |
| 6      | 10           | 南海高速道路                                   |
| 6-2    | 104          | 南海高速道路支線                               |
| 6-3    | 102          | 馬山外郭高速道路                               |
| 7      | 45/451       | 邱馬高速道路→中部内陸高速道路/邱馬高速道路     |
| 8      | 16           | 蔚山高速道路                                   |
| 9      | 12           | 88オリンピック高速道路                         |
| 10     | 35           | 中部高速道路                                   |
| 10-2   | 37           | 第2中部高速道路                                |
| 11     | 15           | 西海岸高速道路                                 |
| 12     | 50           | 新葛安山高速道路→嶺東高速道路に統合            |
| 13     | 300          | 大田南部循環高速道路                           |
| 14     | 55           | 中央高速道路                                   |
| 15     | 110          | 第二京仁高速道路                               |
| 16     | 15           | ソウル-安山高速道路→西海岸高速道路に統合       |
| 17     | 35           | 大田-統営高速道路→中部高速道路に統合           |
| 18     | 45           | 中部内陸高速道路                               |
| 19     | 55           | 大邱-釜山高速道路                              |
| 19-2   | 551          | 中央高速道路支線                               |
| 20     | 130          | 仁川国際空港高速道路                           |
| 21     | 25           | 論山-天安高速道路                              |
| 22     | 30           | 大田-唐津高速道路→唐津-尚州高速道路へ統合      |
| 23     | 30           | 清州-尚州高速道路→唐津-尚州高速道路へ統合      |
| 24     | 40           | 平沢-陰城高速道路→平沢-忠州高速道路に変更      |
| 25     | 17           | 公州-舒川高速道路→舒川-公州高速道路に変更      |
| 26     | 20           | 益山-長水高速道路→益山-浦項高速道路に変更      |
| 27     | 削除         | 金泉-浦項高速道路→指定を削除                   |
| 27-2   | 20           | 金泉-浦項高速道路支線→益山-浦項高速道路に変更  |
| 28     | 65           | 釜山-蔚山高速道路→東海高速道路に統合           |
| 101    | 100          | ソウル外郭循環高速道路                         |

### 一覧
| 番号 | 路線名                     | 始点                 | 終点                 | 延長 （km） | ノート               |
| ---- | -------------------------- | -------------------- | -------------------- | ----------- | -------------------- |
| 1    | 京釜高速道路               | 釜山広域市金井区     | ソウル特別市瑞草区   | 416.1       |                      |
| 10   | 南海高速道路               | 全羅南道霊岩郡       | 全羅南道順天市       | 106.8       |                      |
| 10   | 南海高速道路               | 全羅南道順天市       | 釜山広域市北区       | 166.3       |                      |
| 12   | 務安光州高速道路           | 全羅南道務安郡       | 光州広域市光山区     | 41.4        |                      |
| 12   | 光州大邱高速道路           | 光州広域市北区       | 大邱広域市達城郡     | 176.2       |                      |
| 14   | 咸陽蔚山高速道路           | 慶尚南道咸陽郡       | 蔚山広域市蔚州郡     | 144.6       | 一部開通（73.5 km）  |
| 15   | 西海岸高速道路             | 全羅南道務安郡       | ソウル特別市衿川区   | 336.6       |                      |
| 16   | 蔚山高速道路               | 蔚山広域市蔚州郡     | 蔚山広域市南区       | 14.3        |                      |
| 17   | 益山平沢高速道路           | 全北特別自治道益山市 | 京畿道平沢市         | 130.8       | 一部開通（87.8 km）  |
| 17   | 平沢坡州高速道路           | 京畿道平沢市         | 京畿道坡州市         | 117.7       | 一部開通（89.3 km）  |
| 20   | セマングム浦項高速道路     | 全北特別自治道金堤市 | 全北特別自治道長水郡 | 91.6        | 一部開通（36.5 km）  |
| 20   | セマングム浦項高速道路     | 大邱広域市東区       | 慶尚北道浦項市       | 69.4        |                      |
| 25   | 湖南高速道路               | 全羅南道順天市       | 忠清南道天安市       | 276.3       |                      |
| 27   | 順天完州高速道路           | 全羅南道順天市       | 全北特別自治道完州郡 | 117.8       |                      |
| 29   | 世宗抱川高速道路           | 世宗特別自治市       | 京畿道抱川市         | 173.0       | 一部開通（116.6 km） |
| 30   | 瑞山盈徳高速道路           | 忠清南道瑞山市       | 慶尚北道盈徳郡       | 330.8       | 一部開通（309.8 km） |
| 32   | 唐津清州高速道路           | 忠清南道唐津市       | 忠清北道清州市       | 71.8        | 一部開通（57.9 km）  |
| 35   | 統営大田高速道路           | 慶尚南道統営市       | 大田広域市東区       | 215.3       |                      |
| 35   | 中部高速道路               | 忠清北道清州市       | 京畿道河南市         | 117.2       |                      |
| 37   | 第二中部高速道路           | 京畿道利川市         | 京畿道河南市         | 31.1        |                      |
| 40   | 平沢堤川高速道路           | 京畿道平沢市         | 忠清北道堤川市       | 126.9       |                      |
| 45   | 中部内陸高速道路           | 慶尚南道昌原市       | 京畿道楊平郡         | 301.7       |                      |
| 50   | 嶺東高速道路               | 仁川広域市南洞区     | 江原特別自治道江陵市 | 234.4       |                      |
| 52   | 広州原州高速道路           | 京畿道広州市         | 江原特別自治道原州市 | 56.9        |                      |
| 55   | 中央高速道路               | 釜山広域市沙上区     | 江原特別自治道春川市 | 388.1       |                      |
| 60   | ソウル襄陽高速道路         | ソウル特別市江東区   | 江原特別自治道襄陽郡 | 151.1       |                      |
| 65   | 東海高速道路               | 釜山広域市海雲台区   | 慶尚北道盈徳郡       | 131.8       | 一部開通（100.8 km） |
| 65   | 東海高速道路               | 江原特別自治道三陟市 | 江原特別自治道束草市 | 122.6       |                      |
| 100  | 首都圏第一循環高速道路     | 京畿道城南市         | 京畿道城南市         | 128.0       |                      |
| 102  | 南海高速道路第一支線       | 慶尚南道咸安郡       | 慶尚南道昌原市       | 17.9        |                      |
| 104  | 南海高速道路第二支線       | 慶尚南道金海市       | 釜山広域市沙上区     | 20.6        |                      |
| 105  | 南海高速道路第三支線       | 慶尚南道昌原市       | 慶尚南道金海市       | 15.3        |                      |
| 110  | 第二京仁高速道路           | 仁川広域市中区       | 京畿道城南市         | 70.0        |                      |
| 120  | 京仁高速道路               | 仁川広域市西区       | ソウル特別市陽川区   | 13.4        |                      |
| 130  | 仁川国際空港高速道路       | 仁川広域市中区       | 京畿道高陽市         | 36.5        |                      |
| 151  | 舒川公州高速道路           | 忠清南道舒川郡       | 忠清南道公州市       | 61.4        |                      |
| 153  | 平沢始興高速道路           | 京畿道平沢市         | 京畿道始興市         | 40.0        |                      |
| 171  | 烏山華城高速道路           | 京畿道烏山市         | 京畿道華城市         | 2.6         |                      |
| 171  | 龍仁ソウル高速道路         | 京畿道龍仁市         | ソウル特別市江南区   | 22.9        |                      |
| 173  | 益山平沢高速道路支線       | 京畿道平沢市         | 京畿道平沢市         | 6.6         |                      |
| 202  | セマングム浦項高速道路支線 | 慶尚北道浦項市       | 慶尚北道浦項市       | 24.0        | 未開通（計画中）     |
| 204  | セマングム浦項高速道路支線 | 全北特別自治道益山市 | 全北特別自治道完州郡 | 24.5        |                      |
| 251  | 湖南高速道路支線           | 忠清南道論山市       | 大田広域市大徳区     | 54.0        |                      |
| 253  | 高敞潭陽高速道路           | 全北特別自治道高敞郡 | 全羅南道潭陽郡       | 42.5        |                      |
| 255  | 康津光州高速道路           | 全羅南道康津郡       | 光州広域市西区       | 51.1        | 未開通（事業中）     |
| 292  | 世宗抱川高速道路五松支線   | 世宗特別自治市       | 忠清北道清州市       | 6.2         | 未開通（事業中）     |
| 300  | 大田南部循環高速道路       | 大田広域市儒城区     | 大田広域市東区       | 20.9        |                      |
| 301  | 永川尚州高速道路           | 慶尚北道永川市       | 慶尚北道尚州市       | 93.9        |                      |
| 400  | 首都圏第二循環高速道路     | 京畿道華城市         | 京畿道広州市         | 63.0        |                      |
| 400  | 首都圏第二循環高速道路     | 京畿道広州市         | 京畿道驪州市         | 19.4        | 未開通（事業中）     |
| 400  | 首都圏第二循環高速道路     | 京畿道安山市         | 京畿道始興市         | 2.4         |                      |
| 400  | 首都圏第二循環高速道路     | 仁川広域市中区       | 京畿道金浦市         | 28.9        |                      |
| 400  | 首都圏第二循環高速道路     | 京畿道金浦市         | 京畿道坡州市         | 25.4        | 未開通（事業中）     |
| 400  | 首都圏第二循環高速道路     | 京畿道坡州市         | 京畿道楊州市         | 28.9        | 一部開通（20.0 km）  |
| 400  | 首都圏第二循環高速道路     | 京畿道楊州市         | 京畿道抱川市         | 6.0         |                      |
| 400  | 首都圏第二循環高速道路     | 京畿道抱川市         | 京畿道楊平郡         | 46.3        |                      |
| 451  | 中部内陸高速道路支線       | 大邱広域市達城郡     | 大邱広域市北区       | 30.0        |                      |
| 500  | 光州外郭循環高速道路       | 光州広域市光山区     | 全羅南道長城郡       | 10.3        |                      |
| 551  | 中央高速道路支線           | 慶尚南道金海市       | 慶尚南道梁山市       | 18.1        |                      |
| 600  | 釜山外郭循環高速道路       | 慶尚南道金海市       | 釜山広域市機張郡     | 48.8        |                      |
| 700  | 大邱外郭循環高速道路       | 大邱広域市達西区     | 大邱広域市東区       | 32.4        |                      |